# Sinapriculus
Sinapriculus — вимерлий рід парнопалих, що жив у Китаї в міоцені.